# Els ulls de Laura Mars
Els ulls de Laura Mars (títol original: Eyes of Laura Mars) és una pel·lícula estatunidenca d'Irvin Kershner, dirigida el 1978, els actors principals de la qual són Faye Dunaway, Tommy Lee Jones i Brad Dourif. Ha estat doblada al català.
La fotografia de Laura Mars és obra de Helmut Newton i Rebecca Blake.

## Argument
Laura Mars és una fotògrafa estatunidenca. És feliç fins al dia que pateix estranyes visions, en les quals un assassí sàdic assassina els seus propers. La seva inquietud és gran, i es confirma quan els seus somnis misteriosos esdevenen realitat.

## Repartiment
- Faye Dunaway: Laura Mars
- Tommy Lee Jones: John Neville
- Brad Dourif: Tommy Ludlow
- René Auberjonois: Donald Phelps
- Raúl Juliá: Michael Reisler
- Frank Adonissel: Volpe
- Lisa Taylor: Michele
- Darlanne Fluegel: Lulu
- Rose Gregorio: Elaine Cassel